# Khúc côn cầu trên cỏ tại Đại hội Thể thao châu Á 1974
Nội dung thi đấu Khúc côn cầu trên cỏ tại Đại hội Thể thao châu Á 1974 được tổ chức ở Tehran, Iran từ ngày 6 tháng 9 đến ngày 15 tháng 9 năm 1974 .
Pakistan giành huy chương vàng sau khi đánh bại Ấn Độ trong trận tranh huy chương vàng.

## Danh sách huy chương
| Nội dung | Vàng | Bạc | Đồng |
| -------- | --- | --- | --- |
| Nam      | Pakistan · Shaukat Saleem Siddiqui · Muhammad Azam · Arshad Chaudhury · Manzoor-ul-Hassan · Shamim Ilyas · Muhammad Saeed Khan · Samiullah Khan · Arshad Mahmood · Saleem Nazim · Qayyum Niazi · Abdul Rashid · Akhtar Rasool · Shahnaz Sheikh · Zahid Sheikh · Saleem Sherwani · Islahuddin Siddiquee · Iftikhar Syed · Hidayat Ullah · Munawwaruz Zaman | Ấn Độ · Vasudevan Baskaran · John Correia · Leslie Fernandez · M. P. Ganesh · B. P. Govinda · Aslam Sher Khan · Mehboob Khan · Ashok Kumar · K. N. Kusha · Victor Philips · Surjit Singh Randhawa · Ajit Singh · Ajit Pal Singh · Baldev Singh · Chand Singh · Harcharan Singh · Harmik Singh · Varinder Singh | Malaysia · K. Balasingam · Murugesan Mahendran · Mohd Anwar Nor · Len Oliveiro · Ow Soon Kooi · Nallasamy Palanisamy · Ramalingam Pathmarajah · Poon Fook Loke · K. T. Rajan · Ramakrishnan Rengasamy · Sri Shanmuganathan · Savinder Singh · Brian Sta Maria · Wong Choon Hin · Azraai Zain · Khairuddin Zainal |

## Kết quả
| Đội       | ST | T | H | B | BT | BB | HS  | Đ |
| --------- | -- | - | - | - | -- | -- | --- | - |
| Pakistan  | 5  | 4 | 1 | 0 | 35 | 1  | +34 | 9 |
| Ấn Độ     | 5  | 4 | 1 | 0 | 25 | 1  | +24 | 9 |
| Malaysia  | 5  | 2 | 1 | 2 | 15 | 6  | +9  | 5 |
| Nhật Bản  | 5  | 2 | 1 | 2 | 8  | 6  | +2  | 5 |
| Sri Lanka | 5  | 1 | 0 | 4 | 11 | 29 | −18 | 2 |
| Iran      | 5  | 0 | 0 | 5 | 1  | 52 | −51 | 0 |

Tất cả các giờ đều là Giờ chuẩn Iran (UTC+03:30)
| 6 tháng 9 13:30 |

| Malaysia | 9–0 | Iran |
| -------- | --- | ---- |
|          |     |      |

| Sân khúc côn cầu Aryamehr, Tehran |

| 6 tháng 9 13:30 |

| Nhật Bản | 1–0 | Sri Lanka |
| -------- | --- | --------- |
|          |     |           |

| Sân khúc côn cầu Aryamehr, Tehran |

| 7 tháng 9 15:30 |

| Ấn Độ | Hoãn lại | Sri Lanka |
| ----- | -------- | --------- |
|       |          |           |

| Sân khúc côn cầu Aryamehr, Tehran |

- Do thời tiết giông bão, trận đấu bị hủy bỏ khi Ấn Độ dẫn trước 6–0; Trận đấu lại được lên kế hoạch vào ngày 11 tháng 9.

| 7 tháng 9 15:30 |

| Pakistan | Hoãn lại | Iran |
| -------- | -------- | ---- |
|          |          |      |

| Sân khúc côn cầu Aryamehr, Tehran |

- Do thời tiết giông bão, trận đấu bị hủy bỏ khi Pakistan dẫn trước 4–0; Trận đấu lại được lên kế hoạch vào ngày 11 tháng 9.

| 8 tháng 9 15:30 |

| Pakistan                                    | 4–0     | Malaysia |
| ------------------------------------------- | ------- | -------- |
| Sheikh 2' · Rasool ?', ?' · Manzoor Sr. 55' | Báo cáo |          |

| Sân khúc côn cầu Aryamehr, Tehran |

| 8 tháng 9 16:00 |

| Ấn Độ                        | 3–0     | Nhật Bản |
| ---------------------------- | ------- | -------- |
| Randhawa ?', ?' · Govinda ?' | Báo cáo |          |

| Sân khúc côn cầu Aryamehr, Tehran |

| 9 tháng 9 15:30 |

| Nhật Bản | 7–0 | Iran |
| -------- | --- | ---- |
|          |     |      |

| Sân khúc côn cầu Aryamehr, Tehran |

| 9 tháng 9 15:30 |

| Malaysia | 6–0 | Sri Lanka |
| -------- | --- | --------- |
|          |     |           |

| Sân khúc côn cầu Aryamehr, Tehran |

| 10 tháng 9 15:30 |

| Ấn Độ | 12–0 | Iran |
| ----- | ---- | ---- |
|       |      |      |

| Sân khúc côn cầu Aryamehr, Tehran |

| 10 tháng 9 15:30 |

| Pakistan | 14–0 | Sri Lanka |
| -------- | ---- | --------- |
|          |      |           |

| Sân khúc côn cầu Aryamehr, Tehran |

| 11 tháng 9 9:30 |

| Ấn Độ | 7–0 | Sri Lanka |
| ----- | --- | --------- |
|       |     |           |

| Sân khúc côn cầu Aryamehr, Tehran |

| 11 tháng 9 9:30 |

| Pakistan | 13–0 | Iran |
| -------- | ---- | ---- |
|          |      |      |

| Sân khúc côn cầu Aryamehr, Tehran |

| 12 tháng 9 15:30 |

| Pakistan | 3–0 | Nhật Bản |
| -------- | --- | -------- |
|          |     |          |

| Sân khúc côn cầu Aryamehr, Tehran |

| 12 tháng 9 16:00 |

| Ấn Độ | 2–0 | Malaysia |
| ----- | --- | -------- |
|       |     |          |

| Sân khúc côn cầu Aryamehr, Tehran |

| 13 tháng 9 15:30 |

| Nhật Bản | 0–0 | Malaysia |
| -------- | --- | -------- |
|          |     |          |

| Sân khúc côn cầu Aryamehr, Tehran |

| 13 tháng 9 16:00 |

| Sri Lanka | 11–1 | Iran |
| --------- | ---- | ---- |
|           |      |      |

| Sân khúc côn cầu Aryamehr, Tehran |

| 14 tháng 9 15:30 |

| Pakistan   | 1–1     | Ấn Độ        |
| ---------- | ------- | ------------ |
| Rasool 26' | Báo cáo | AP Singh 62' |

| Sân khúc côn cầu Aryamehr, Tehran |

- Do cả Malaysia và Nhật Bản đều bằng điểm nên trận play-off được diễn ra để phân định đội hạng 3.

| 14 tháng 9 10:00 |

| Malaysia                    | 3–1     | Nhật Bản |
| --------------------------- | ------- | -------- |
| Loke 37', ?' · Mahendran ?' | Báo cáo | Takakura |

| Sân khúc côn cầu Aryamehr, Tehran |

- Do cả Pakistan và Ấn Độ đều bằng điểm nên một trận play-off được diễn ra để quyết định đội giành huy chương vàng.

| 15 tháng 9 10:00 |

| Pakistan                               | 2–0     | Ấn Độ |
| -------------------------------------- | ------- | ----- |
| Manzoor Sr. 6' · Munawwar uz Zaman 45' | Báo cáo |       |

| Sân khúc côn cầu Aryamehr, Tehran |

## Bảng xếp hạng cuối cùng
| VT | Đội       | ST | T | H | B |
| -- | --------- | -- | - | - | - |
| 1  | Pakistan  | 6  | 5 | 1 | 0 |
| 2  | Ấn Độ     | 6  | 4 | 1 | 1 |
| 3  | Malaysia  | 6  | 3 | 1 | 2 |
| 4  | Nhật Bản  | 6  | 2 | 1 | 3 |
| 5  | Sri Lanka | 5  | 1 | 0 | 4 |
| 6  | Iran      | 5  | 0 | 0 | 5 |